# Alfa-santonina 1,2-reduttasi
La alfa-santonina 1,2-reduttasi è un enzima appartenente alla classe delle ossidoreduttasi, che catalizza la seguente reazione:
1,2-diidrosantonina + NAD(P)+ ⇄ α-santonina + NAD(P)H + H+